# 平井昌夫
平井 昌夫（ひらい まさお、1908年11月24日 - 1996年2月11日）は、日本の国語教育学者・日本語学者。
筆名に「頼阿佐夫」（平井昌夫 Hirai Masao から Hi と M をとって Rai Asao とした）。

## 経歴
東京府東京市（現・東京都大田区千束）生まれ。本籍地は愛知県名古屋市。
旧制第八高等学校文科甲類を経て、1933年3月に東京帝国大学文学部哲学科を卒業。1933年4月より1929年12月まで日本のローマ字社に勤務。1926年4月から1937年2月まで東京高等商工学校高等科教授。1927年6月から1928年12月まで東京帝国大学図書館嘱託。1929年から東亜研究所嘱託、春陽堂などの嘱託をつとめる。
唯物論研究会に参加し、1939年6月5日に「左翼ローマ字運動事件」に連座して治安維持法違反容疑で検挙され、懲役2年・執行猶予3年の判決を受ける。
戦後、1946年10月から1947年2月まで日本科学教育協会常務理事。1947年2月から1949年2月まで成城高等学校・法政大学工業専門学校講師。1949年2月より国立国語研究所勤務、第二研究部言語効果研究室主任までつとめたのち1956年4月退職。1956年4月から1968年7月まで共立女子大学文芸学部教授。1968年8月から1972年2月まで東京学芸大学教育学部言語障害児教育教員養成課程教授。1975年から1982年まで愛知淑徳大学教授。日本言語障害児教育研究会長を務めた。
著作の大半が言語障害児教育を含んだ国語教育、文章表現、話し方に関連するものである。また、戦前からのローマ字論者としても知られる。

## 著書
- 『国語・国字問題』三笠書房 1938（頼阿佐夫名義）
- 『ローマ字教育の理論と実際』開隆堂 1947
- 『國語國字問題の歴史』昭森社 思潮文庫 1948 復刻版、三元社、1998
- 『新しい国語教育の目標 言語教育としての国語教育』新教育協会 1949
- 『アメリカの国語教育』新教育協会 1950
- 『国語の能力別グループ指導についての研究』東洋館出版社 国語教育研究シリーズ 1951
- 『Hon no Rekisi』ローマ字教育会 ペリカン文庫 1953
- 『演説 演説の科学的研究』筑摩書房 1953
- 『体系国語教育学 第2巻 (国語の学習指導法)』開隆堂出版 1953
- 『国語学習とテープ・レコーダー』光風出版 光風教育ライブラリー 1954
- 『国語教育の指導計画と評価』東洋館出版社 1954
- 『精神薄弱児の国語指導』光風出版東京営業所 光風教育ライブラリー 1954
- 『国語教育ハンドブック』牧書店 1955
- 『国語の学習指導』光風出版東京営業所 光風教育ライブラリー 1955
- 『はなしことばの機能』光風出版 話しことば新書 1955
- 『上手な話しかた 話しことばの研究室』大日本雄弁会講談社 ミリオン・ブックス 1956
- 『効果的な話し方 演説・会議・話合い・司会のコツ』大日本雄弁会講談社 ミリオン・ブックス 1957
- 『国語学習の診断と治療』明治図書出版 児童心理選書 1957
- 『魅力のある会話 話しコトバの研究室』大日本雄弁会講談社 ミリオン・ブックス 1957
- 『子どものコトバ おかあさんは最良の先生です』講談社 1959
- 『文章採点 よい文章をかくための条件』大日本雄弁会講談社 ミリオン・ブックス 1959
- 『国語のできない子ども』牧書店 1960
- 『じょうずな説得技術』講談社 ミリオン・ブックス 1960
- 『変なコトバ・正しいコトバ』角川書店 1960
- 『語い指導 その原理と方法』明治図書出版 国語教育新書 1961
- 『何でもわかる國語ハンドブック』三省堂 1961
- 『風流国語教室』角川書店 1961
- 『わかりやすい文章の書き方』講談社 ミリオン・ブックス 1961
- 『文章を書く技術』社会思想社 現代教養文庫 1963
- 『人の心をつかむ話し方』あすなろ書房 1964
- 『幼児のコトバの相談室 コトバの育て方とコトバの病気の直し方』あすなろ書房 1965
- 『新しい手紙の書き方』東都書房 1966
- 『現代人の国語常識』講談社 ミリオン・ブックス 1966
- 『幼児のコトバ』日本文化科学社 幼児教育シリーズ 1966
- 『教師の教え方・その基本』明治図書出版 明治図書新書 1967
- 『教師の話し方・その基本』明治図書出版 明治図書新書 1967
- 『国語総合事典』東雲堂出版 1967
- 『実用手紙の書き方』東都書房 1967
- 『話す・書くための常識 コトバで恥をかかないために』未央書房 1968
- 『国語教育学原論』明治図書出版 1969
- 『人を感動させる文章術』大和書房 銀河選書 1969
- 『人の心をつかむ話し方』あすなろ書房 1969
- 『文章表現法』至文堂 1969
- 『文章評価法』至文堂 1971
- 『幼児の言語指導』日本文化科学社 日文選書 1971
- 『話の事典』帝国地方行政学会 1972
- 『国語学習指導事典』ぎょうせい 1974
- 『何でもわかることばの百科事典』三省堂 1974
- 『話し方入門』社会思想社 現代教養文庫 1976
- 『変なコトバ・正しいコトバ 話しことばに関する四十章』教育出版 1978
- 『人に好かれる話し方』あすなろ書房 1979
- 『知的説得術』ぎょうせい 1984
- 『何でもわかる文章の百科事典』三省堂 1984
- 『何でもわかる文章の書き方百科』三省堂 2003

### 共編著・監修
- 『国語の学習指導の技術』佐野芳夫共著 東洋館出版社 国語教育研究シリーズ 1953
- 『国語の能力別グループ指導の具体的展開』編 東洋館出版社 国語教育研究シリーズ 1954
- 『話しコトバの実用』編 光風出版 話しことば新書 1955
- 『若い女性の知性と情操を高めるスマートな話しかた』中村裕子共著 ひまわり社 1955
- 『えとき国語じてん 学習基本語いによる』編 光風出版 1956
- 『教科指導と自作教具の活用』岩波民蔵・禰津忠則、組谷勉・清水喜蔵共著 新光閣書店 1959
- 『授業の技術 発問と助言』共著 明治図書出版 1961
- 『子どものどもり』田口恒夫・大熊喜代松・笹沼澄子共著 日本文化科学社 1963
- 『作文の練習学習』須藤明共著 明治図書出版 1963
- 『読解の練習学習』百瀬澄雄共著 明治図書出版 1963
- 『文章採点法』編 至文堂 1963
- 『現代話しことばの科学』上甲幹一共編 至文堂 1964
- 『現代人の古典教養』全3巻 編 講談社 ミリオン・ブックス 1965
- 『現代・話し方の科学』編 至文堂 1965
- 『実務文書ハンドブック 実務文書の書き方・作り方・処理の仕方』編著 至文堂 1965
- 『新編学習国語辞典』監修 東雲堂出版 1966
- 『学校講話資料 12カ月』共編 小学館 1968
- 『文章表現ハンドブック』編 至文堂 1969
- 『方言研究のすべて』徳川宗賢共編 至文堂 1969
- 『現代の敬語とマナー』編 至文堂 1972
- 『文章上達法』編 至文堂 1974
- 『解釈と鑑賞別冊 情報禍時代のことばの生活』全3冊 大熊五郎共編 至文堂 1975－76

### 訳書
- F.L.ダーレー『伝達異常の診断と評価』小川口宏共訳 日本文化科学社 言語障害基礎シリーズ 1968